# Avrelijev steber
Avrelijev steber (latinsko Columna Centenaria Divorum Marci et Faustinae, italijansko Colonna di Marco Aurelio), rimski steber zmage na Piazza Colonna v Rimu, Italija. Dorski steber s spiralnim reliefom je bil po zgledu na Trajanov steber zgrajen v čast zmagam cesarja Marka Avrelija v markomanskih vojnah.

## Zgradba
Ker so izvirni posvetilni napisi na stebru uničeni, ni natančno znano ali je bil zgrajen med vladanjem Marka Avrelija v spomin na njegovo zmago nad Markomani, Kvadi in Sarmati leta 176 ali po njegovi smrti leta 180. Napis, ki so ga odkrili v bližini, dokazuje, da je bila gradnja stebra zaključena leta 193.
V antičnem Rimu je steber stal v središču kvadrata na severnem delu Marsovega polja. Kvadrat je stal ali med Hadrijanovim templjem in templjem Marka Avrelija, ki ga je posvetil njegov sin Komod, od katerega ni ostalo ničesar. V njegovi bližini so upepelili Marka Avrelija. 
Steber, visok  29,62 m, stoji na  10,1 m visokem podstavku, ki je prvotno stal na 3 m visoki ploščadi, tako da je bil visok 39,72 m. 3 m podstavka so med obnavljanjem leta 1589 zasuli.
Steber je sestavljen iz 27 ali 28 blokov kararskega marmorja s premerom 3,7 m. Bloke so že v kamnolomu izvotlili in vanje vsekali skupno 190-200 stopnic. Na vrhu stebra je bila ploščad. Notranje stopnišče se je po zgledu na Trajanov steber osvetljevalo skozi ozke reže na reliefu.

## Relief
Prizori na spiralnem reliefu pripovedujejo zgodbo o Avrelijevih zmagah v markomanskih vojnah od leta 166 do njegove smrti leta 180. Zgodba se začenja s prehodom rimske vojske preko Donave, verjetno v Karnuntu v sedanji Spodnji Avstriji. Pripovedi z obeh pohodov so ločene z boginjo zmage Viktorijo. Natančen časovni potek dogodkov je sporen. Zadnja veljavna teorija trdi, da je v spodnji polovici stebra prikazan pohod proti Markomanom in Kvadom leta 172 in 173, v zgornji polovici pa pohod proti Sarmatom leta 174 in 175. 
Eden od upodobljenih dogodkov, ki je zgodovinsko dokazan v rimski propagandi, je tako imenovani "čudežni dež na ozemlju Kvadov", s katerim je bog uslišal cesarjevo molitev in s strašno nevihto rešil rimsko vojsko pred neizbežnim porazom. Kristjani so kasneje trdili, da je čudež delo krščanskega boga.
Avrelijev steber je kljub mnogim podobnostim s Trajanovim stebrom slogovno popolnoma drugačen. Je predhodnik dramatičnega sloga 3. stoletja in tesno povezan s slavolokom zmage Septimija Severja, ki je bil zgrajen kmalu zatem. Glave ljudi so nesorazmerno velike, da lahko gledalec bolje razbere njihovo obazno mimiko. Podobe so izklesane manj natančno kot na Trajanovem stebru, vendar globlje, tako da je bolj poudarjen kontrast med svetlobo in senco. V posameznih prizorih so upodobljene goreče vasi, ujete in razseljene ženske in otroci, ubiti možje, čustva, obup in trpljenje barbarov v vojni, medtem ko je cesar prikazan kot vodilna oseba, ki obvladuje celotno okolje. 
Simbolni jezik je povsem jasen in izrazit, čeprav je na prvi pogled okoren, in daje gledalcu povsem drugačen vpogled v umetniški slog prve polovice 2. stoletja kot Trajanov steber. Na slednjem je hladno in trezno ravnovesje, na prvem pa drama in empatija. Slikovni jezik je nedvoumen: poudarja nadvlado in moč cesarstva in zagovarja njegovo vodilno vlogo. Steber kot celota je znanilec razvoja umetniškega sloga v pozni antiki in prvi umetniški izraz krize rimskega imperija, ki se je v 3. stoletju še poglobila. 

## Kasnejša zgodovina
V srednjem veku je bilo vzpenjanje na Avrelijev steber tako priljubljeno, da so za pravico do pobiranja vstopnine vsako leto licitirali. Vstop sedaj ni mogoč. Steber je glavna zanimivost trga pred palačo Chigi. 

### Obnova
Leta 1589 so se na ukaz papeža Siksta V. začela obnovitvena dela pod vodstvom Domenica Fontana. Približno 3 m podstavka so zaradi izravnave z okoliškim zemljiščem zasuli in na vrh stolpa postavili bronast kip svetega Pavla, ki se je skladal s kipom svetega Petra na Trajanovem stebru, postavljenim leta 27. oktobra 1588. Na vršni ploščadi je prvotno verjetno stal kip Marka Avrelija, ki se je do 16. stoletja izgubil. Med obnovitvenimi deli so odstranili tudi poškodovane in uničene izvirne reliefe na podstavku stebra, na katerih so bile upodobljene cesarjeve zmage in podjarmljeni barbari, in jih zamenjali z naslednjim napisom, na katerem so steber pomotoma poimenovali steber Antonina Pija, ki se je do danes izgubil:
| SIXTVS V PONT MAX    | Sikst V., vrhovni pontifik,                 |
| COLVMNAM HANC        | (je) obnovil ta spiralni steber,            |
| COCLIDEM IMP         |                                             |
| ANTONINO DICATAM     | posvečen cesarju Antoninu (Piju),           |
| MISERE LACERAM       | (ki je bil) zelo poškodovan in porušen,     |
| RVINOSAMQ(UE) PRIMAE | v njegovo prvotno stanje.                   |
| FORMAE RESTITVIT     | Obnovljeno                                  |
| A. MDLXXXIX PONT IV  | leta 1589, v 4. letu njegovega pontifikata. |

## Dimenzije
- višina podstavka: 1,58 m[4]
- + višina jaška: 26,49 m

- tipična višina blokov: 1,559 m
- premer jaška: 3,78 m

- + višina kapitla: 1,55 m
- = višina stebra: 29,62 m (~ 100 rimskih čevljev)
- + višina pedestala: ~ 10,1 m
- = celotna višina: 39,72 m